# 乍得盆地
乍得盆地是非洲中北部一个巨大的内陆盆地，地跨乍得、尼日尔、尼日利亚和中非共和国等国家，盆地内有非洲大陆最大的内陆水系。盆地内为粘土和沙质沉积物，周边为山地。北部有提贝斯提山，东北为恩内迪高原，东部接瓦达伊高地，南为乌班吉高原，乍得湖位于盆地中部。

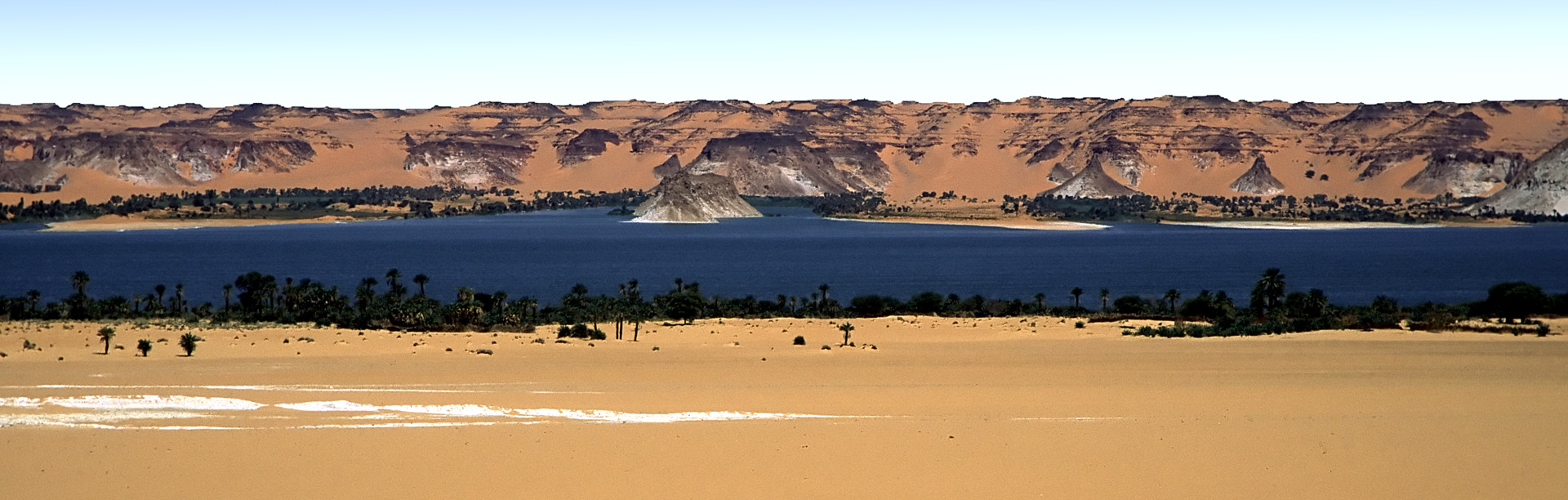
烏尼昂加湖泊群